# Adam Kappacher
Adam Kappacher (* 15. Dezember 1993 in Schwarzach im Pongau) ist ein österreichischer Freestyle-Skier. Er startet in der Disziplin Skicross.

## Karriere
Kappacher nahm 2009 bis 2011 an einigen alpinen Skirennen teil und wechselte danach zum Freestyle-Skiing. Nach Teilnahmen im Europacup debütierte er in der Saison 2015/16 im Freestyle-Skiing-Weltcup. Seine beste Platzierung war der vierte Rang am 12. Februar 2017 in Idre. Bei den Weltmeisterschaften in der Sierra Nevada erreichte er den sechsten Platz.
Kappacher vertrat Österreich 2018 bei den Olympischen Winterspielen in Pyeongchang.
Er erreichte am 22. Januar 2022 in Idre mit einem 3. Platz seinen ersten Podestplatz. Seine ersten Weltcupsieg feierte er am 13. Dezember 2024 in Val Thorens. Er gewann das Rennen zeitgleich mit dem Schweizer Alex Fiva, es war dies der erster Ex-aequo Sieg in der Geschichte des Skicross Weltcups.

## Erfolge

### Olympische Winterspiele
- Peking 2022: 16. Skicross

- Peking 2022: 22. Skicross

### Weltmeisterschaften
- Sierra Nevada 2017: 6. Skicross
- Park City 2019: 14. Skicross

### Weltcup
- 2 Podestplätze, davon ein Sieg

| Datum             | Ort         | Land       |
| ----------------- | ----------- | ---------- |
| 13. Dezember 2024 | Val Thorens | Frankreich |

### Juniorenweltmeisterschaften
- Chiesa in Valmalenco 2012: 33. Skicross
- Chiesa in Valmalenco 2013: 30. Skicross
- Chiesa in Valmalenco 2014: 13. Skicross

### Europacup
- 8 Podestplätze, davon 5 Siege

| Datum           | Ort           | Land        |
| --------------- | ------------- | ----------- |
| 1. März 2015    | Grasgehren    | Deutschland |
| 28. Januar 2016 | Lenk          | Schweiz     |
| 24. März 2018   | Reiteralm     | Österreich  |
| 6. Februar 2021 | Crans-Montana | Schweiz     |
| 13. Januar 2023 | St. Moritz    | Schweiz     |

### Weitere Erfolge
- Österreichischer Meister im Skicross (2017)
- Österreichischer Vizemeister im Skicross (2018)
- Ein Sieg bei einem FIS-Rennen